# John George Hinderer
John George Hinderer   (Saint Paul, 1885 - 1963) fou un escriptor pianista i compositor musical estatunidenc.
Estudià a Nova York i després marxà a Europa, tenint entre 1913-14 a Londres com a professor a Tobias Matthay i el 1914 tingué a Berlín en Rudolph Maria Breithaupt, i a l'estiu en les gires de Godowsky va tenir a l'Arthur Friedheim. Primer es donà a conèixer com a concertista de piano, interpretant amb preferència autors moderns.
Entre les seves composicions, cal mencionar: 
- First India Suite (1911); Impressions Mélodieux (1913); A Durbar Pageant; Aus Ferner Welt, i Venetian boat song''.

A més, va escriure, diverses obres tècniques i va col·laborar en diversos diaris musicals.